# 仙人掌花園

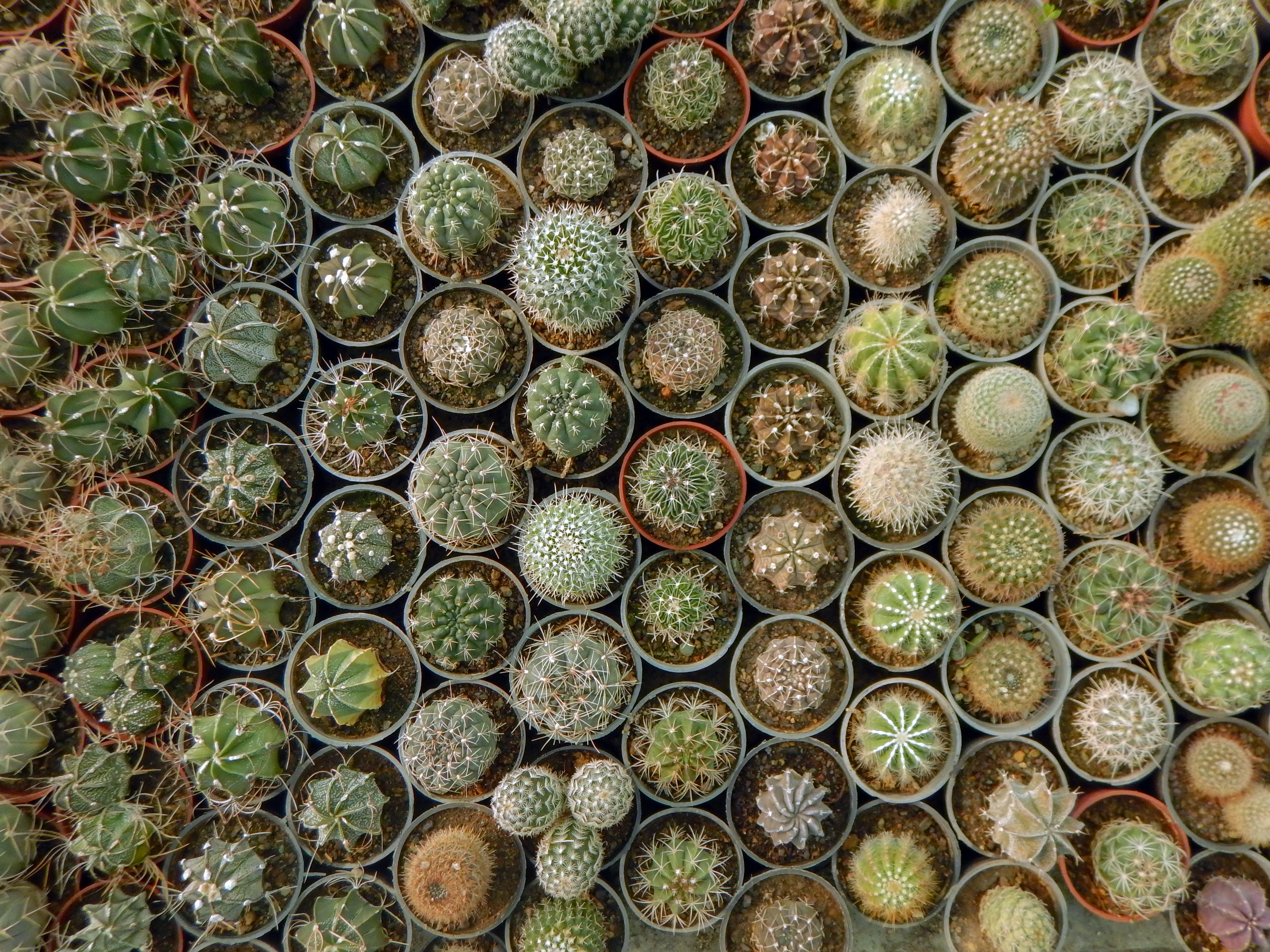
各種類型的仙人掌

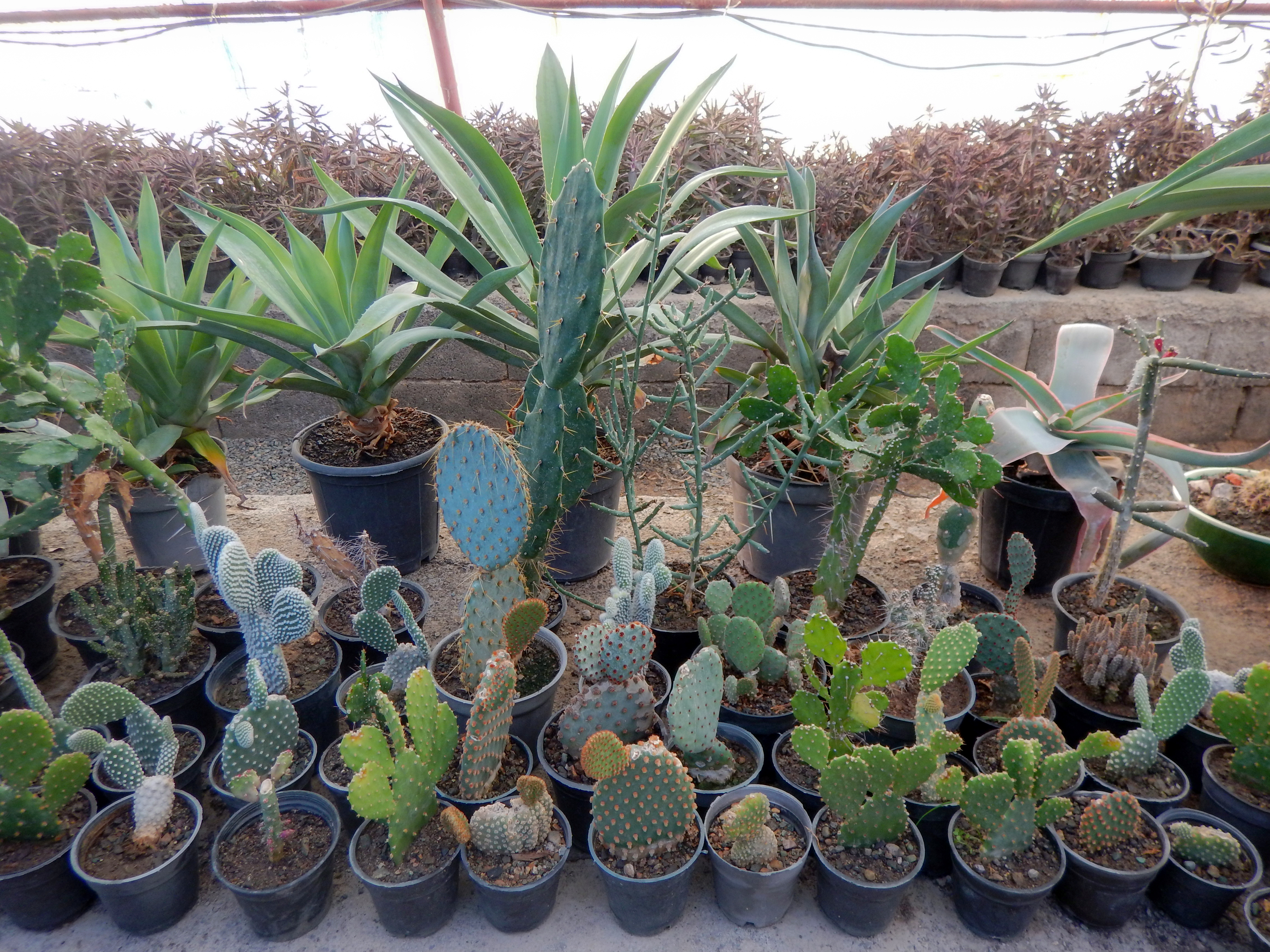
上排可見一些龍舌蘭、蘆薈等植物與仙人掌陪襯

仙人掌花園是培養和展示多種類型仙人掌的花園。除了仙人掌外也會培養一些耐旱的多肉植物如龍舌蘭、蘆薈。
在洛杉磯漢庭頓圖書館花園就有一處名為沙漠花園的園區培養超過5000種仙人掌。在印度國家仙人掌暨多肉植物園研究中心有3500種瀕危的仙人掌、龍舌蘭，是亞洲中最大的仙人掌花園。 在西科羅拉多植物園、莫伊爾花園皆設有仙人掌花園。